# أهروئية (قلعة أصغر)
أهروئية (بالفارسية: اهروئیه) هي قرية تقع في إيران في ناحية لاله زار. يقدر عدد سكانها بـ 49 نسمة .